# Aeroporto di Santa Lucía
L'Aeroporto militare di Santa Lucía (in spagnolo: Base Aérea Militar No.1 General Alfredo Lezama Álvarez) è un aeroporto militare ubicato a Santa Lucía, Zumpango, Messico.
Nel marzo 2018, il presidente Andres Manuel Lopez Obrador ha proposto l'ampliamento dell'aeroporto di Santa Lucia, trasformandolo in un nuovo aeroporto internazionale. Il nuovo aeroporto è stato denominato Aeroporto Internazionale General Felipe Ángeles (AIFA) e serve sia Città del Messico, che la zona metropolitana. La data di apertura è stata il 21 marzo 2022.
Durante gli scavi è stato scoperto un sito paleontologico, denominato Central de Mamuts.

## Incidenti
Il 24 settembre del 1952, sul Douglas DC-3 in partenza da Città del Messico e diretto a Oaxaca (volo 575), dopo 45 minuti dal decollo, è esplosa una bomba nascosta s'una piccola, ma pesante valigetta. Il comandante riuscì ad effettuare un atterraggio di emergenza all'aeroporto di Santa Lucia. I due responsabili sono stati condannati a 40 anni di carcere.